# 祠

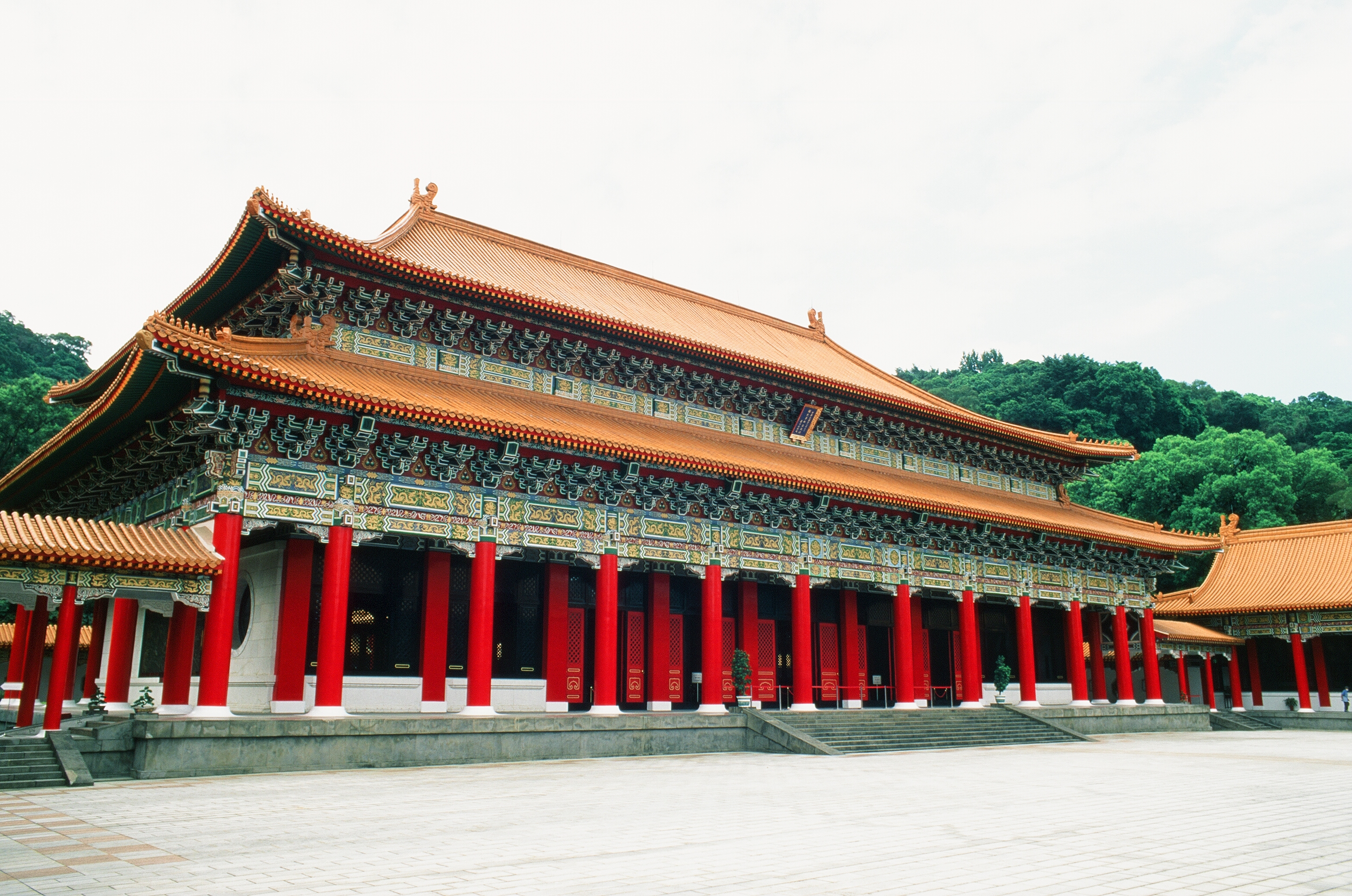
國民革命忠烈祠大殿

祠，又稱祠堂，是一种源自中国，並廣為東亞文化圈傳統民间信仰採用的半宗教设施，其主要用于供奉、祭祀神祇、祖先或者先賢、烈士，采用廟堂式建筑形式。

## 內容
祠往往是社会公众为共同祭祀和供奉广受尊崇的人物而修建，某些情况下在世人物也会受到供奉。如明代，滕縣百姓為紀念在当地为官清廉而即将去京城赴任的趙邦清，為他修建了生祠，“黃童白叟，羅而拜之”。其中忠烈祠是為歷代褒揚忠義精神，建祠追祀為國殉難忠臣烈士之處，祠名「忠烈」。台灣的忠烈祠為中華民國政府於第二次世界大戰之後所建。依中华民国內政部所頒布《忠烈祠祀辦法》，於各直轄市、縣市政府所在地設置忠烈祠，中央政府所在地則設首都忠烈祠，由總統主祭。此外又有紀念修築中橫與南橫公路因公殉職人員的長春祠與長青祠、供奉義民的義民祠。
其他例子有賢良祠、医圣祠、屈子祠、南阳武侯祠、杨忠武祠、文天祥祠、陸秀夫祠、三蘇祠、米公祠、范成大祠、包公祠、韩侯祠、韓文公祠、杜公祠、五公祠：位于海南琼山国兴街道。“五公”是指唐宋两代被朝廷贬低来海南的五位历史名臣，即唐朝宰相李德裕、宋朝宰相李纲、赵鼎及宋代大学士李光、胡銓。他们万里投荒，不易其志，为海南岛的文化教育、经济的发展做出了不朽的贡献。海南人民历代建祠祭祀他们。清光绪十五年（1889年），雷琼道道台珠采修建海南第一楼纪念“五公”，故名五公祠。衢州徐偃王庙：韩愈在《衢州徐偃王庙碑》載：「开元初，徐姓二人相属为刺史，帅其部之同姓，改作庙屋，载事于碑。后九十年，当元和九年，而徐氏放复为刺史……乃命因故为新，众工齐事，惟月若日，工告讫功，大祠于庙，宗乡咸序应。是岁，州无怪风剧雨，民不矢厉，谷果完实。」

## 延伸
由於祠、廟性質相近，而一些設立時為紀念先賢的祠，後世也會被信眾視作祈福避凶之用，所祭祀的對象也被視為神祇，故有時會混用。一些供奉儒教、道教、佛教或民间信仰中的神佛、圣人的场所也以祠為名，如黃大仙祠。
供奉祖先的宗祠，現在一般通稱祠堂。
朝鲜半岛的祠自三國時代由中國傳入，在高麗王朝逐漸普及開來，在朝鲜王朝達到繁盛，但現今已較少見。